# Papuanska kina
Papuanska kina, ISO 4217: PGK je službeno sredstvo plaćanja u Papui Novoj Gvineji. Označava se simbolom K, a dijeli se na 100 toea.
Papuanska kina je uvedena 1975. godine, kada je zamijenila australski dolar, i to u omjeru 1:1.
U optjecaju su kovanice od 5, 10, 20, 50 toea, te 1 kina, i novčanice od 2, 5, 10, 20, 50, 100 kina.